# Вардарис (квартал на Солун)
Вардарис (на гръцки: Βαρδάρης) е квартал на град Солун, Гърция. В миналото е бил известен като Вардарията, Вардар капия (на турски: Vardar Kapu) или Вардарската махала. Във втората половина на XIX век българското население в Солун е съсредоточено в кварталите Вардар капия (Вардарска порта), в Пиргите и в махалата Свети Атанас.
Между 1869 и 1871 година солунският валия Мехмед Сабри паша модернизира градската среда в Солун: Разрушена е част от старата солунска крепостна стена край брега, включително и Вардар капия (Вардарската порта), и са прокарани нови улици.
Българското гробище в махалата е официално създадено през 1886 година.
В 1899 – 1901 учител в българското училище във Вардарията е Христо Боботанов.
Днес в квартала е разположен площад „Димократия“, а през него минава главната пътна артерия „Монастири“.